# Teoria da referência direta
A assim chamada teoria da referência direta -- na verdade, um conjunto de teorias, algumas talvez não podendo ser conciliadas—concentra-se em duas alegações principais:
1. Que certas expressões, em particular, nomes próprios, referem-se sem a mediação de conceitos ou, no jargão de Gottlob Frege, sentidos (Sinne) -- ou ainda modos de apresentação (Art des Gegebenseins). Tais expressões funcionariam como que "rótulos" (tags, nas palavras de Ruth Barcan Marcus) para os seus objetos. Saul Kripke foi um dos primeiros a associar essa concepção ao lógico e filósofo John Stuart Mill -- à tese de que os nomes não possuem conotação, mas apenas denotação (tese conhecida como millianismo ).
2. Que a contribuição de certas expressões, em particular, nomes próprios, para as condições de verdade das frases em que ocorrem, é o objeto referido por essas expressões. Assim, a contribuição do nome "Russell" para as condições de verdade da frase "Russell foi pacifista", é o indivíduo Russell. Por defenderem essa alegação, alguns teóricos da referência direta, e.g., David Kaplan, têm seus nomes associados à Bertrand Russell e a defesa das proposições russellianas.